# Cosipara tricoloralis
Cosipara tricoloralis là một loài bướm đêm trong họ Crambidae.